# 井宿增四
雙子座28，又名BD+29 1327，HD 48450、SAO 78692、HR 2480，是雙子座的一颗恒星，视星等为5.44，位于銀經186.08，銀緯11.43，其B1900.0坐标为赤經6h 38m 25.2s，赤緯+29° 11.43′ 20″。